# St. Louis Film Critics Association Awards 2008
5. ročník předávání cen asociace St. Louis Film Critics Association Awards se konal dne 15. prosince 2008.

## Vítězové a nominovaní

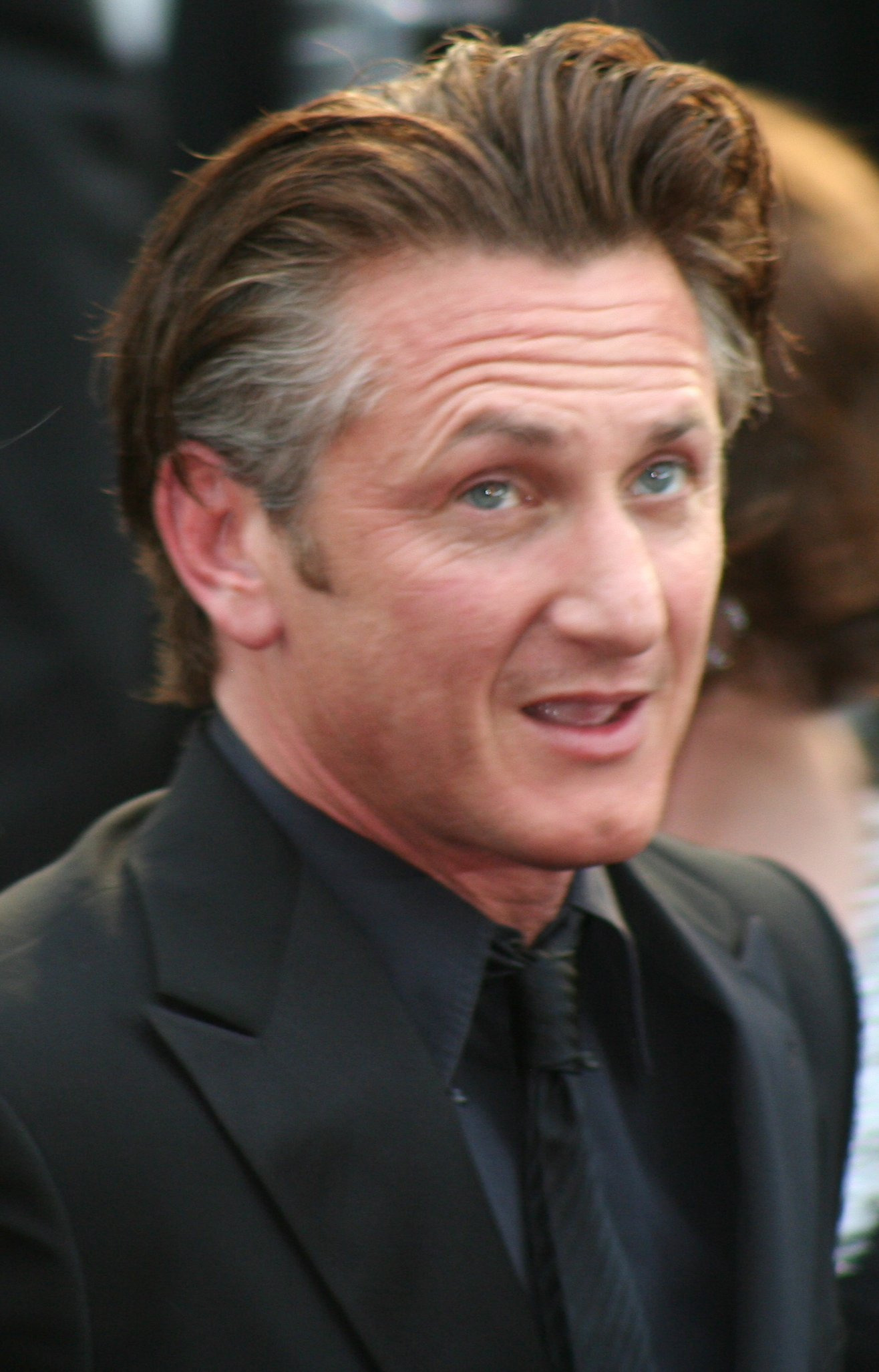
Sean Penn, vítěz v kategorii nejlepší mužský herecký výkon v hlavní roli

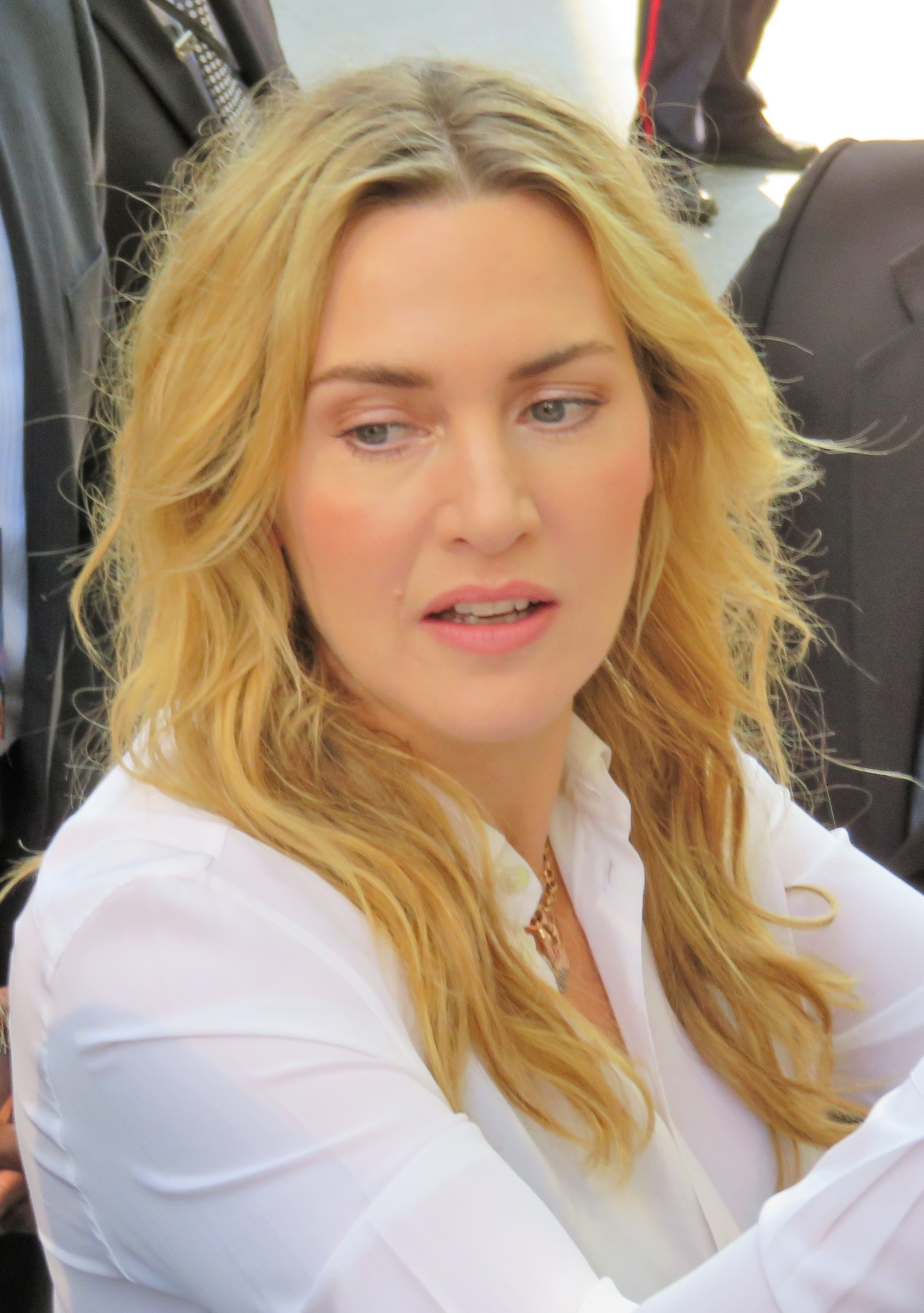
Kate Winslet, vítězka v kategorii nejlepší ženský herecký výkon v hlavní roli

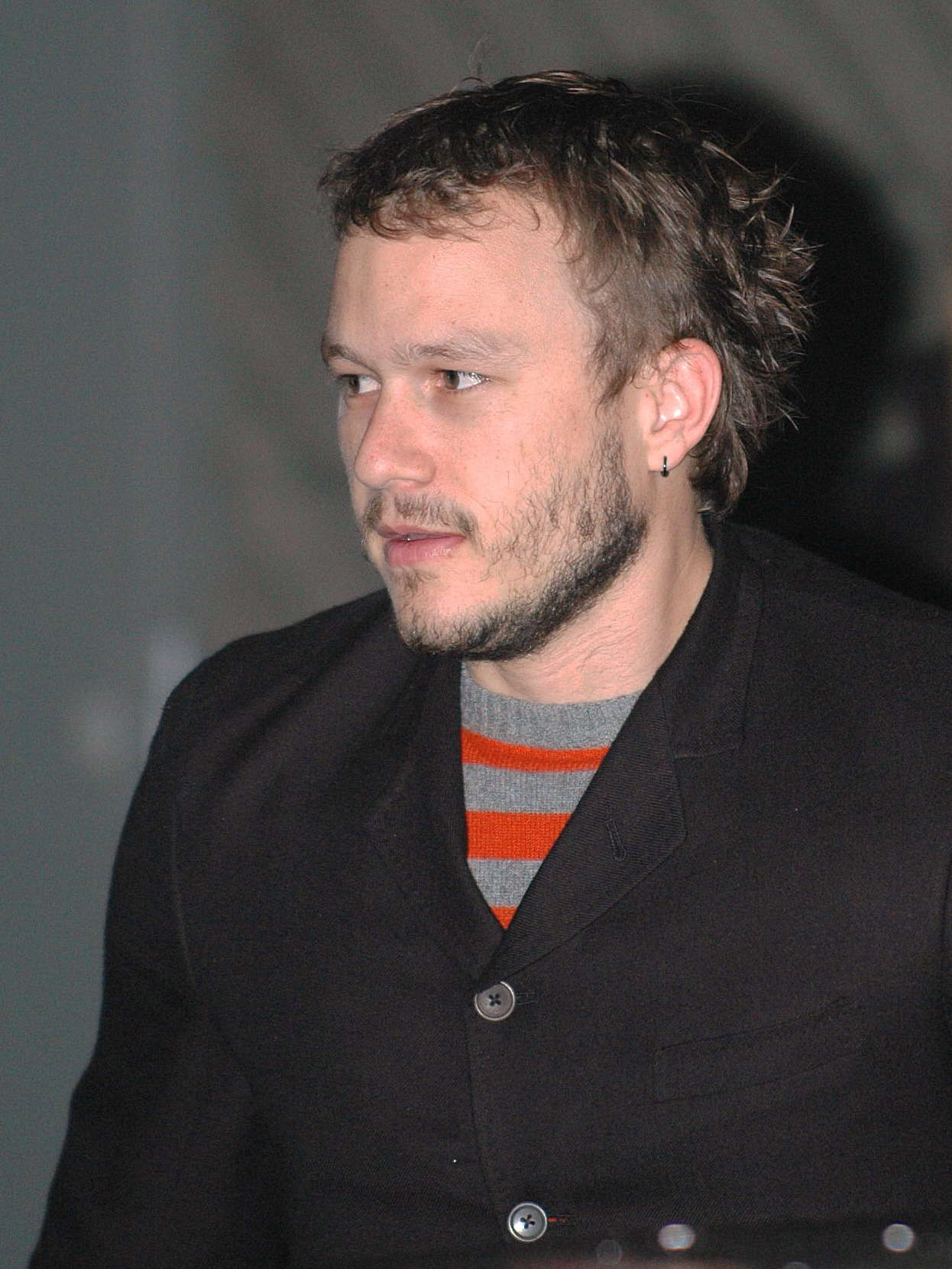
Heath Ledger, vítěz v kategorii nejlepší mužský herecký výkon ve vedlejší roli

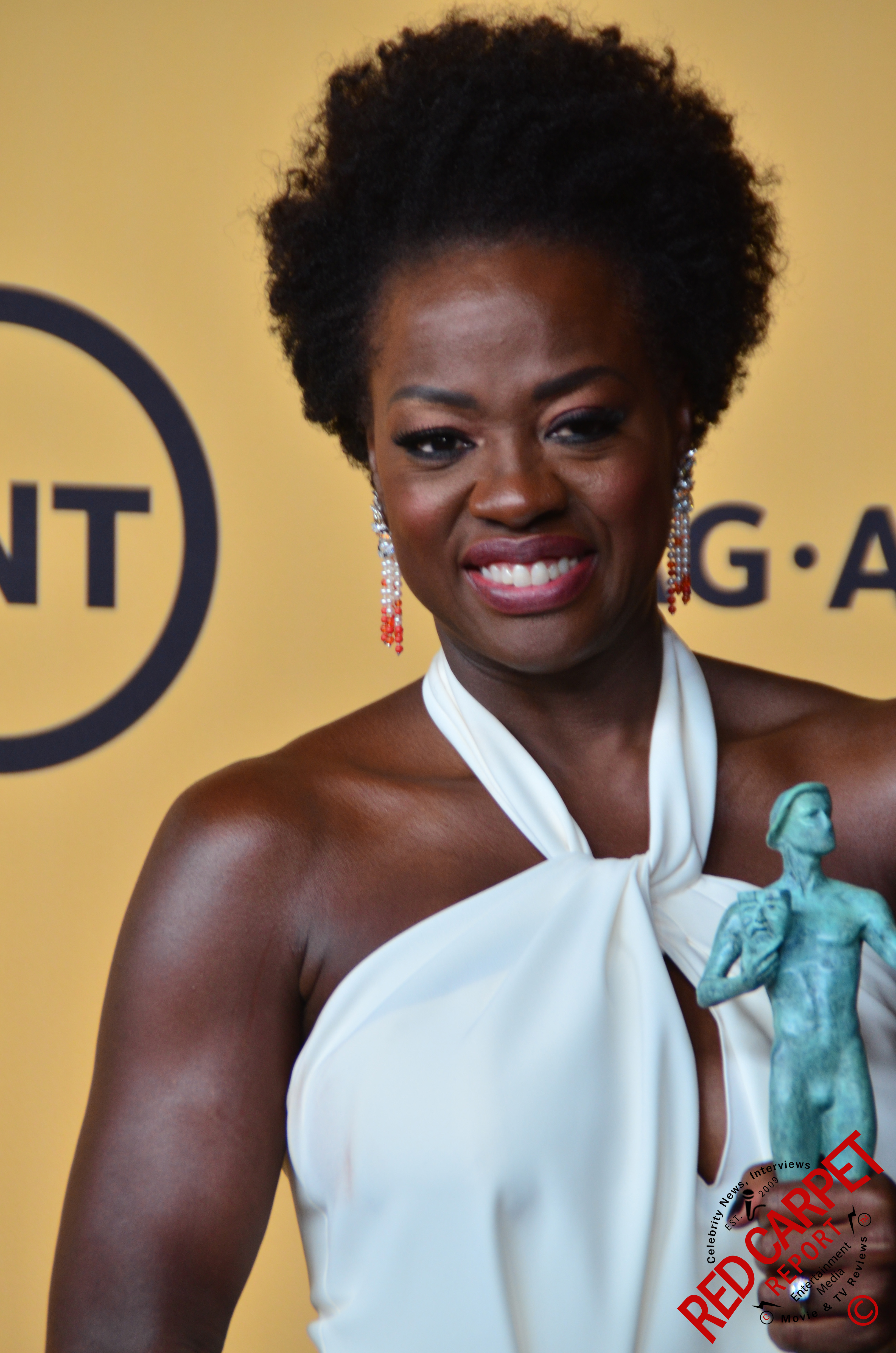
Viola Davis, vítězka v kategorii nejlepší ženský herecký výkon ve vedlejší roli

### Nejlepší film
Podivuhodný případ Benjamina Buttona
- Temný rytíř
- Milk
- Milionář z chatrče
- Duel Frost/Nixon

### Nejlepší film – komedie
Po přečtení spalte
- Zack a Miri točí porno
- Tropická bouře
- Kopačky
- Velcí bratři

### Nejlepší cizojazyčný film
Milionář z chatrče – India, Velká Británie a Spojené státy americké
- Ať vejde ten pravý – Švédsko
- Mezi zdmi – Francie
- Tak dlouho tě miluji – Francie
- Nikomu to neříkej – Francie

### Nejlepší režisér
Danny Boyle – Milionář z chatrče
- David Fincher – Podivuhodný případ Benjamina Buttona
- Christopher Nolan – Temný rytíř
- Gus Van Sant – Milk
- Ron Howard – Duel Frost/Nixon

### Nejlepší scénář
Peter Morgan – Duel Frost/Nixon
- Eric Roth a Robin Swicord – Podivuhodný případ Bejamina Buttona
- Simon Beaufoy – Milionář z chatrče
- Nick Schenk – Gran Torino
- Dustin Lance Black – Milk

### Nejlepší herec v hlavní roli
Sean Penn – Milk
- Richard Jenkins – Nezvaný host
- Leonardo DiCaprio – Nouzový východ
- Frank Langella – Duel Frost/Nixon
- Mickey Rourke – Wrestler

### Nejlepší herečka v hlavní roli
Kate Winslet – Předčítač a Nouzový východ
- Angelina Jolie – Výměna
- Cate Blanchett – Podivuhodný případ Benjamina Buttona
- Anne Hathawayová – Rachel se vdává

### Nejlepší herec ve vedlejší roli
Heath Ledger – Temný rytíř
- Robert Downey, Jr. – Tropická bouře
- Josh Brolin – Milk
- Jeffrey Wright – Cadillac Records
- John Malkovich – Po přečtení spalte
- Michael Shannon – Nouzový východ

### Nejlepší herečka ve vedlejší roli
Viola Davis – Pochyby
- Taraji P. Henson – Podivuhodný případ Benjamina Buttona
- Marisa Tomei – Wrestler
- Frances McDormandová – Po přečtení spalte
- Amy Adams – Pochyby
- Penélope Cruz – Vicky Cristina Barcelona

### Nejlepší animovaný film
VALL-I
- Bolt – pes pro každý případ
- Kung Fu Panda
- Chicago 10
- Madagaskar 2: Útěk do Afriky
- Valčík s Bašírem

### Nejlepší kamera
Mandy Walker – Austrálie
- Claudio Miranda – Podivuhodný případ Benjamina Buttona
- Wally Pfister – Temný rytíř
- Roger Deakins – Nouzový východ
- Anthony Dod Mantle – Milionář z chatrče
- Harris Savides – Milk

### Nejlepší dokument
Muž na laně
- Body of War
- Zahnat ďábla do pekla
- Rolling Stones
- Standard Operating Procedure

### Nejlepší hudba
Nezvaný host
- Gran Torino
- Cadillac Records
- Temný rytíř
- VALL-I

### Nejlepší vizuální efekty
Temný rytíř
- Podivuhodný případ Benjamina Buttona
- Iron Man
- Speed Racer
- VALL-I
- Synecdoche, New York

### Nejoriginálnější, inovativní film
Podivuhodný případ Benjamina Buttona
- VALL-I
- Speed Racer
- Valčík s Bašírem
- Milionář z chatrče
- Synecdoche, New York